# 普雷比茨
普雷比茨是德国巴伐利亚州的一个市镇。总面积21.00平方公里，总人口1053人，其中男性527人，女性526人（2011年12月31日），人口密度50人/平方公里。